# 大沙河 (韩庄运河)
大沙河，又称峄城大沙河，位于中国山东省枣庄市境内，是韩庄运河北岸的最大支流。发源于枣庄市山亭区和市中区南部山区，其在峄城北有3支汇流：东支税郭沙河长20公里，发源于枣庄市市中区税郭镇北长山顶；主源中支郭里集沙河发源于山亭区南大梁山西麓；西支齐村沙河长25公里，发源于市中区西北卓山西侧、西凫山南。三支相继汇于峄城区北，之后向南流至台儿庄区马兰屯镇的大泛口注入韩庄运河。干流全长57公里，流域面积626平方公里。干流从源头至台儿庄区泥沟镇段设立了水源二级保护区进行保护，共计44公里。